# Stuck with You
«Stuck with You» — название известной песни 1986 года в исполнении группы Huey Lewis and the News. С этой песней группа попала на первое место американского чарта Billboard Hot 100.

## История
Песня была написана в 1986 году гитаристом группы Chris Hayes и лидер-вокалистом Хьюи Льюисом. Она стала первым синглом с четвёртого альбома группы Fore!. Песня стала общенациональным хитом и продержалась 3 недели на № 1 во главе хит-парада Billboard Hot 100 с 20 сентября по 10 октября 1986 года. Сингл стал вторым для группы чарттоппером в Hot 100, вслед за первым их большим хитом «The Power of Love» (1985). В Великобритании песня достигла только двенадцатого места в UK Singles Chart.
Видеоклип для сингла «Stuck with You» был снят на Багамских островах с участием Кили Шэй Смит, будущей жены актёра Пирса Броснана. Съёмки проходили на маленьком острове в 10 милях от Paradise Island (Nassau): на воде, под водой, на земле и в воздухе. Режиссёром клипа был Edd Griles, который ранее снимал видео для их сингла «The Heart of Rock & Roll», а также для двух самых известных хитов американской певицы Синди Лаупер: «Girls Just Want to Have Fun» и «Time After Time».

## Позиция в чартах
| Чарт (1986)                               | Высшая позиция |
| ----------------------------------------- | -------------- |
| Австралия (Kent Music Report)             | 2              |
| Австрия, Austrian Singles Chart           | 23             |
| Бельгия, Belgian Singles Chart (Flanders) | 25             |
| Канада, Canadian Singles Chart            | 1              |
| Нидерланды, Dutch Singles Chart           | 21             |
| Финляндия, Finnish Singles Chart          | 15             |
| Франция, French Singles Chart             | 46             |
| Германия, German Singles Chart            | 15             |
| Исландия, Iceland Singles Chart           | 5              |
| Ирландия, Irish Singles Chart             | 11             |
| Италия, Italian Singles Chart             | 58             |
| Новая Зеландия, New Zealand Singles Chart | 2              |
| Польша, Poland Singles Chart              | 28             |
| Южная Африка, South African Singles Chart | 5              |
| Испания, Spanish Singles Chart            | 11             |
| Швеция, Swedish Singles Chart             | 14             |
| Швейцария, Swiss Singles Chart            | 14             |
| Великобритания, UK Singles Chart          | 12             |
| США, Billboard Hot 100                    | 1              |
| США, Billboard Adult Contemporary         | 1              |
| США, Billboard Album Rock Tracks          | 2              |
| Зимбабве, Zimbabwe Singles Chart          | 1              |

| Чарт (1986)                                    | Позиция |
| ---------------------------------------------- | ------- |
| Австралия (ARIA)                               | 13      |
| Великобритания (Official Charts Company)       | 97      |
| Новая Зеландия (RIANZ)                         | 16      |
| США (Billboard Top Adult Contemporary Singles) | 11      |
| США (Billboard Top Pop Singles)                | 21      |

| Чарт (1958—2018)       | Позиция |
| ---------------------- | ------- |
| США, Billboard Hot 100 | 445     |